# Fazlur Khan
Fazlur Rahman Khan (bengalisch: ফজলুর রহমান খান Phajalur Rahamān Khān; * 3. April 1929 in Faridpur; † 27. März 1982) war ein bengalisch-amerikanischer Bauingenieur und Architekt. Er wirkte als Ingenieur und Tragwerksplaner im Chicagoer Architekturbüro Skidmore, Owings and Merrill (SOM). Seine Tragwerkskonzepte beeinflussten nicht nur den Hochhausbau, sondern in den USA auch die Architektur des 20. Jahrhunderts.

## Leben

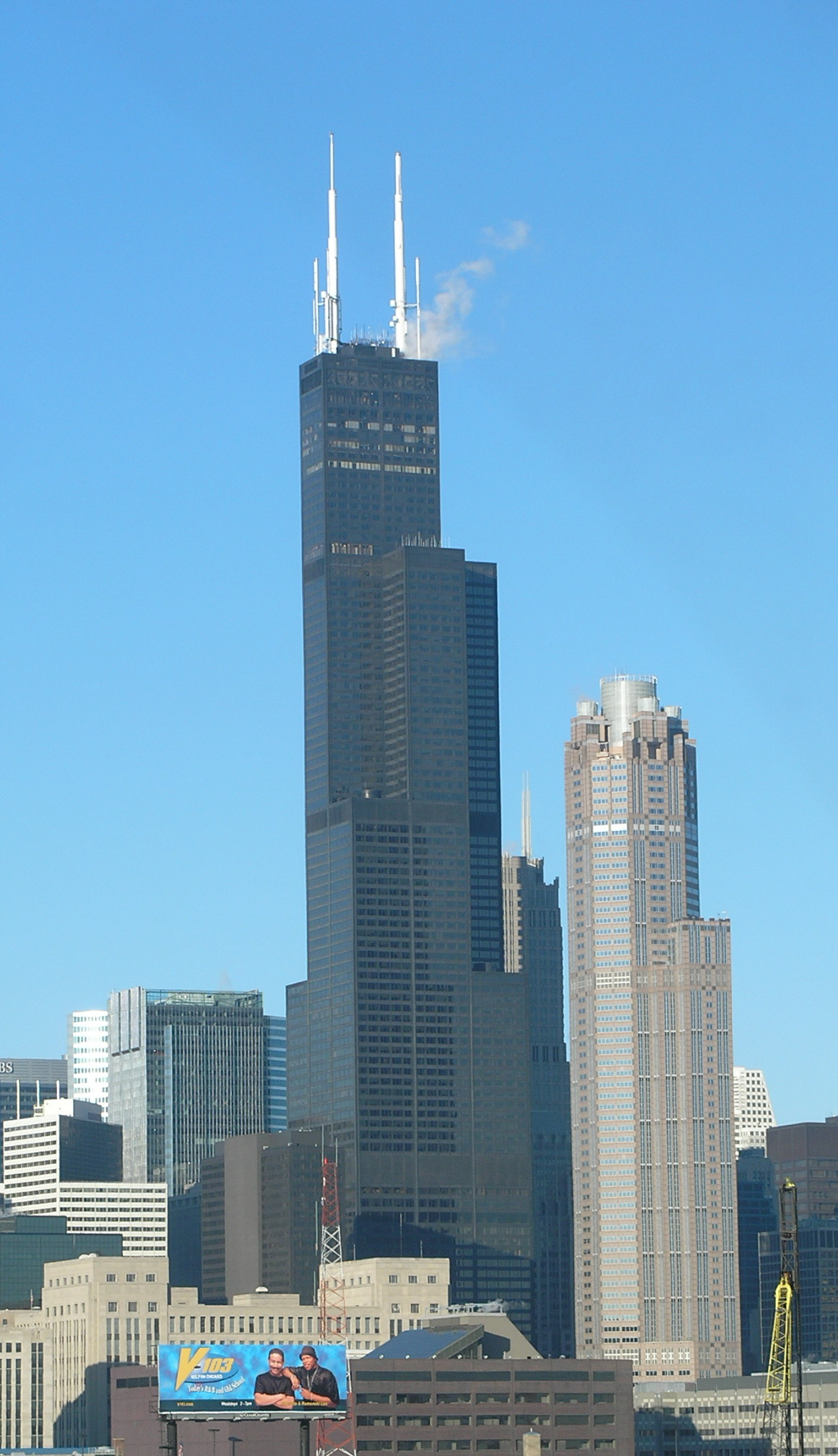
1974 fertiggestellter Sears Tower

Khan wurde in Faridpur in der Nähe von Dhaka im heutigen Bangladesch geboren. Er studierte Bauingenieurwesen am Ahsanullah Engineering College. Nach seinem Bachelor-Abschluss 1950 als Jahrgangsbester lehrte er zwei Jahre an der University of Dhaka. Anschließend ging er mit einem Fulbright-Stipendium in die USA, um an der University of Illinois at Urbana-Champaign in Mechanik und konstruktivem Ingenieurbau den Master-Abschluss zu erlangen. 1955 erwarb er dort auch den PhD. Es folgten zwei Jahre als Angestellter bei SOM in Chicago, dem größten Architektur- und Ingenieurbüro der USA, ehe er in seine Heimat zurückkehrte und dort etwa drei Jahre beruflich tätig war. 1960 begann Khan wieder für SOM in Chicago zu arbeiten und machte in dem Büro Karriere. Nach zehn Jahren Mitarbeit wurde er 1970 „General Partner“. Über vierzig Projekte betreute er und lehrte nebenbei am Illinois Institute of Technology. Khan war unter anderem Ehrendoktor der Northwestern University, Lehigh University und der ETH Zürich sowie 1982 mit dem Award of Merit in Structural Engineering ausgezeichnet worden.
Khan war verheiratet und hatte eine Tochter und einen Stiefsohn. Er starb 1982 im Alter von 52 Jahren an den Folgen eines Herzinfarkts, den er in Saudi-Arabien erlitt. Dort betreute er am Flughafen Dschidda die Zeltdachkonstruktion des Hadsch-Terminals, mit 40,5 Hektar Gesamtfläche die größte Dachkonstruktion der Welt.

## Leistungen
Khan entwickelte insbesondere Tragsysteme für Hochhäuser, so zum Beispiel die perforierten Röhren. Dabei wird die tragende Fassade der Hochhäuser zum Abtragen der Windlasten herangezogen, während die Innenstützen nur für vertikale Lasten dimensioniert werden. Dadurch konnte der Materialaufwand reduziert und die Nutzflächen vergrößert werden. Zusammen mit dem Architekten Bruce J. Graham von SOM entwarf er unter anderem das John Hancock Center mit einer konischen Stahlfachwerkröhre und den Sears Tower, aus neun in der Höhe unterschiedlich abgestuften gebündelten Röhren bestehend.